# Cryptophagus lycoperdi
Cryptophagus lycoperdi là một loài bọ cánh cứng trong họ Cryptophagidae. Loài này được Scopoli miêu tả khoa học năm 1863.